# Gösta Blide
Carl Gösta Blide, född 28 januari 1906 i Vättersnäs, Jönköpings län, död 7 januari 1996, var en svensk väg- och vattenbyggnadsingenjör. 
Blide, som var son till inspektör Carl Blide och Emilia Malmberg, avlade studentexamen i Göteborg 1925 och utexaminerades från Chalmers tekniska institut 1930. Han var biträdande ingenjör vid Göteborgs stads gatukontor 1930, ingenjör vid Vattenfallsstyrelsen 1930–1936, biträdande stadsingenjör i Söderhamns stad 1936–1938, gatuingenjör och tillförordnad byggnadschef i Örebro stad 1938–1944, byggnadschef i Trollhättans stad 1944–1947 och i Halmstads stad från 1947. Han var ledamot av byggnadsnämnden, ordförande i centrala byggnadskommittén och ledamot av Svenska väg- och vattenbyggares riksförbunds förbundsfullmäktige.